# Опсада Солуна (586)
Опсада Солуна 586. године, дело је Авара и Словена и описано је солунској легенди о чудима Светог Димитрија. Аварски каган затражио је нешто од византијског цара Маврикија што је овај одбио. Каган је потом позвао Словене да му придруже у нападу на Солун. Са великом војском Авара и Словена почела је опсада Солуна. Солунски митрополит наводио је војску од 100.000 варвара. Грађани Солуна су били изузетно уплашени када су ускоро Авари и Словени запосели околину града. Претходно су били деморалисани кугом која је до јула 586. године харала. Међутим, и поред напада са хелиполима (вишеспратне куле са точковима), гвозденим овновима и бацачима камења град се није предавао. Ускоро су Словени почели да беже Ромејима. Критичан тренутак опседе за Ромеје је био када је аварско-словенска војска покушала да пробије Касандријска врата. Том приликом врата су заглавила после испада ромејске војске која је отерала аварско-словенску војска била. Аварско-словенска војска повукла се седмог дана.

## Последице
После седмодневне опсаде Солуна у граду се појавила глад пошто су Словени попљачкали и спалили целу околину Солуна. Храна није долазила морским путем јер се прочуло да је град пао у руке аварско-словенске војске.